# Marene
Marene là một đô thị tại tỉnh Cuneo trong vùng Piedmont của Italia, vị trí cách khoảng 45 km về phía nam của Torino và khoảng 35 km về phía đông bắc của Cuneo. Tại thời điểm ngày 31 tháng 12 năm 2004, đô thị này có dân số 2.803 người và diện tích là 29.0 km².
Marene giáp các đô thị: Cavallermaggiore, Cervere, Cherasco và Savigliano.